# Parti démocrate maldivien
Le Parti démocrate maldivien (MDP) est un parti politique maldivien.

## Histoire
Il est fondé en novembre 2003 par quarante-deux opposants au régime autoritaire du président Maumoon Abdul Gayoom, réunis pour l'occasion à Colombo au Sri Lanka puisque les partis politiques ne sont alors pas autorisés aux Maldives. Bravant l'interdit, le parti présente ouvertement des candidats aux élections législatives de janvier 2005. En juin, les partis sont autorisés, et le Parti démocrate devient le premier parti officiellement reconnu. En 2008, le candidat du parti, Mohamed Nasheed, remporte la première élection présidentielle démocratique de l'histoire du pays. Il est renversé en 2012, et un nouveau régime autoritaire est institué.
Après l'invalidation de la candidature de l’ancien président déchu Mohamed Nasheed par la commission électorale, Ibrahim Mohamed Solih est désigné candidat du Parti démocrate pour l'élection présidentielle de 2018. Il est à la tête d'une coalition hétéroclite d'opposition. Celle-ci se compose du MDP, de la faction pro-Gayoom du PPM, du Parti républicain et du Parti de la justice. Solih prend alors Faisal Naseem comme colistier. Les médias ne couvrent pas la campagne électorale du binôme d'opposition, de crainte de représailles. Ibrahim Mohamed Solih, candidat du parti pour l'élection présidentielle de 2018, remporte le scrutin,.
Aux élections législatives maldiviennes de 2019, le parti décroche une large majorité au parlement avec 65 sièges sur 87. C'est la première fois depuis l'instauration de la démocratie dans le pays en 2008 qu'un parti remporte à lui seul une majorité absolue des sièges.
Ibrahim Mohamed Solih et Mohamed Nasheed finissent cependant par s'affronter dans une lutte interne pour le pouvoir, le Parti démocrate maldivien (MDP) se déchirant en deux factions rivales.
Comme annoncé lors de la campagne pour les législatives, Nasheed prône en effet une révision de la constitution vers un régime parlementaire, qu'il désire mettre en place avant la présidentielle de 2023, afin de devenir le nouveau Premier ministre, détenteur du pouvoir exécutif,,. Le président se montre cependant réticent à céder le pouvoir. Si un tel changement de la constitution nécessite la majorité des deux tiers des parlementaires, il pose pour condition supplémentaire la tenue préalable d'un référendum, ce que Nasheed refuse. La réforme institutionnelle reste ainsi lettre morte. Les deux hommes s'affrontent lors de la primaire du MDP organisée le 28 janvier 2023, Nasheed accusant notamment le président de corruption. Le scrutin interne est largement remporté par Ibrahim Mohamed Solih après un peu plus de 61 % des suffrages des 31 000 militants qui y participent. Mohamed Nasheed refuse cependant de reconnaitre les résultats, qu'il qualifie de « truqués »,. Le 18 juin 2023, Nasheed quitte le MDP pour former Les Démocrates. Le 6 juillet, il propose à l'ancien président Abdulla Yameen, dont il loue la stature de chef d'État et dénonce l'emprisonnement, de choisir un candidat commun pour battre le président sortant. Le 18 juillet, le nouveau parti décide de tenir des primaires pour choisir un candidat à la présidentielle, Nasheed est cité comme favori.
Le 29 décembre, treize députés du MDP adhèrent au Congrès national du peuple (PNC).
Le parti est membre de l'Union démocrate internationale.

## Résultats électoraux

### Élections présidentielles
| Année | Candidat              | 1er tour | 1er tour | 1er tour | 2d tour | 2d tour | 2d tour |
| Année | Candidat              | Voix     | %        | Rang     | Voix    | %       | Rang    |
| ----- | --------------------- | -------- | -------- | -------- | ------- | ------- | ------- |
| 2008  | Mohamed Nasheed       | 44 293   | 24,91 %  | 2e       | 97 222  | 53,65 % | Élu     |
| 2013  | Mohamed Nasheed       | 96 764   | 46,93 %  | 1er      | 105 181 | 48,61 % | Battu   |
| 2018  | Ibrahim Mohamed Solih | 105 181  | 58,38 %  | Élu      |         |         |         |
| 2023  | Ibrahim Mohamed Solih | 85 989   | 39,12 %  | 2e       | 109 548 | 45,94 % | Battu   |

### Élections législatives
| Année | Voix   | %     | Sièges  | Gouvernement                                     |
| ----- | ------ | ----- | ------- | ------------------------------------------------ |
| 2005  | 68 931 | 30,10 | 18 / 42 | Opposition (2005-2008), gouvernement (2008-2009) |
| 2009  | 51 184 | 30,81 | 26 / 77 | Gouvernement (2009-2012), opposition (2012-2014) |
| 2014  | 75 670 | 40,78 | 26 / 85 | Opposition (2014-2018), Solih (2018-2019)        |
| 2019  | 96 354 | 45,83 | 65 / 87 | Solih (2019-2023), opposition (2023-2024)        |
| 2024  | 64 650 | 30,73 | 12 / 93 | Opposition                                       |